# Boot Hill
Boot Hill (italsky:La Collina degli stivali) je italská westernová komedie z roku 1969, kterou natočil Guiseppe Colizzi. Hlavními představiteli filmu je známá italská dvojice Terence Hill a Bud Spencer. Stopáž filmu je 97 minut.

## Děj
Děj filmu se odehrává v městečku Lucky Town kde se před časem usadil malý chudý cirkus, v němž účinkují pouze čtyři akrobaté. Ti však dokážou pravé divy, a proto si je místní lidé velmi oblíbili a nedají na ně dopustit. A právě mezi tyto hvězdy manéže jednoho dne vpadne Cat Stevens, který se snaží uprchnout Finchovi, největšímu grázlovi v okolí, a jeho mužům. Cirkusáci raněného muže ukryjí ve svém karavanu a ochrání ho před pronásledovateli. Tím se však zapletou se do nebezpečné hry s Finchovými zabijáky. A jejich odveta a na sebe nenechá dlouho čekat. Zákeřně zavraždí nejmladšího z akrobatů, jenž náhodou zůstane na okamžik sám. Cat, který se jakž takž zotaví, proto Hutchovi navrhne, že mu na oplátku pomůže dostat Finche. Spolu se šerifem pak nastraží na všechny lotry důmyslnou léčku. Ovšem ještě dříve, než zločinci skončí za mřížemi, dostanou od Cata a Hutche pořádně za vyučenou.

## Obsazení
| Terence Hill      | Cat Stevens  |
| Bud Spencer       | Hutch Bessy  |
| Woody Strode      | Thomas       |
| Glauco Onorato    | Finch        |
| Victor Buono      | Honey Fisher |
| Eduardo Ciannelli | Boone        |
| Lionel Stander    | Mami         |